# 530'erne
Århundreder: 5. århundrede – 6. århundrede – 7. århundrede
Årtier: 480'erne 490'erne 500'erne 510'erne 520'erne – 530'erne – 540'erne 550'erne 560'erne 570'erne 580'erne
År: 530 531 532 533 534 535 536 537 538 539

## Begivenheder
- Klimachok i 535-536